# Come and Hug Me
Come and Hug Me (Hangul: 이리와 안아줘, RR: Iriwa Anajwo), es una serie de televisión surcoreana transmitida del 16 de mayo del 2018 hasta el 19 de julio del 2018, por medio de la cadena MBC.

## Sinopsis
Chae Do-jin y Han Jae-yi, son dos personas con cicatrices emocionales debido a un caso de asesinato que tuvo lugar en el pasado, por lo cual sus destinos están entrelazados (en donde el asesino en serie Yoon Hee-jan, quien también es el padre de Do-jin, fue responsable de la muerte de los padres de Jae-yi).
Juntos, intentarán superar los desafíos inevitables que la vida les pondrá en su camino y sanar las heridas que Hee-jan les ocasionó.

## Reparto

### Personajes principales

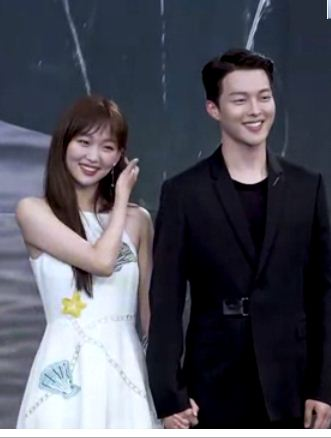
Jin Ki-joo y Jang Ki-yong durante la rueda de prensa de la serie.

| Actor                                 | Personaje                                                                            | Ocupación            | Nº de episodios | Ref.         |
| ------------------------------------- | ------------------------------------------------------------------------------------ | -------------------- | --------------- | ------------ |
| Jang Ki-yong Nam Da-reum Moon Woo-jin | Chae Do-jin / Yoon Na-moo Chae Do-jin / Yoon Na-moo (de joven) Yoon Na-moo (de niño) | Detective Estudiante | 32              | [ 5 ] [ 6 ]  |
| Jin Ki-joo Ryu Han-bi Ok Ye Rin       | Han Jae-yi Han Jae-yi (de joven) Han Jae-yi (de niña)                                | Actriz Estudiante    | 32              | [ 7 ] [ 8 ]  |
| Heo Joon-ho                           | Yoon Hee-jae                                                                         | Asesino en serie     | 32              | [ 9 ] [ 10 ] |

### Personajes secundarios[11]
| Actor                       | Personaje                                                          | Ocupación                              | Número de episodios | Ref.          |
| --------------------------- | ------------------------------------------------------------------ | -------------------------------------- | ------------------- | ------------- |
| Kim Kyung-nam Kim Sang-woo  | Yoon Hyun-moo Yoon Hyun-moo (de joven)                             | Hermano Mayor de Do-jin                | 32                  | [ 12 ]        |
| Yoon Jong-hoon Jung Yoo-ahn | Gil Moo-won / Lim Tae-kyung Gil Moo-won / Lim Tae-kyung (de joven) | Fiscal / Hermano Adoptivo de Jae-yi    | 32                  |               |
| Kwon Hyuk-soo               | Kim Jong-hyun                                                      | Cadete de la Policúa y Amigo de Do-jin | -                   |               |
| Seo Jeong-yeon              | Chae Ok-hee                                                        | Madrastra de Do-jin                    | -                   |               |
| Choi Ri Lee Ye-won          | Chae Seo-jin Chae Seo-jin (de joven)                               | Hija de Ok-hee / Hermanastra de Do-jin | -                   |               |
| Lee Da-in                   | Lee Yeon-ji                                                        | -                                      | -                   |               |
| Jung In-gi                  | Go Yi-seok                                                         | -                                      | -                   |               |
| Min Sung-wook               | Kang Nam-gil                                                       | -                                      | -                   |               |
| Yoon Ji-hye                 | Han Ji-ho                                                          | -                                      | -                   |               |
| Park Soo-young              | Pyo Taek                                                           | -                                      | -                   | [ 13 ] [ 14 ] |
| Jung Da-hye                 | Cheon Se-kyung                                                     | -                                      | -                   |               |
| Park Kyung-choo             | Gil Sung-sik                                                       | Padre de Han Jae-yi y Gil Moo-won      | -                   |               |
| Park Joo-mi                 | Ji Hye-won                                                         | Madre de Han Jae-yi y Gil Moo-won      | -                   |               |
| Kim Seo-hyung               | Park Hee-young                                                     | -                                      | -                   |               |
| Hong Seung-bum              | Lee Seung-woo / Yeom Ji-hong                                       | -                                      | -                   |               |
| Bae Hae-sun                 | Jeon Yoo-ra                                                        | -                                      | -                   |               |

### Otros personajes
| Actor        | Personaje | Ocupación         | Episodio(s) donde apareció |
| ------------ | --------- | ----------------- | -------------------------- |
| Kim Hye-yoon | Yeon-sil  | -                 | 6, 7                       |
| Han Gi-chan  | -         | Joven en la playa | 20                         |

### Apariciones especiales
| Actor          | Personaje      | Ocupación | Número de episodios | Duración |
| -------------- | -------------- | --------- | ------------------- | -------- |
| Song Young-kyu | -              | Profesor  | 1                   | 2018     |
| Jang Gwang     | -              | Padre     | 1                   | 2018     |
| Joo Woo-jae    | Kang Yoon-sung | Actor     | 1                   | 2018     |

## Episodios
La serie estuvo conformada por 32 episodios, os cuales fueron emitidos todos los miércoles y jueves a las 21:55 (KST).

## Música
La primera canción del Soundtrack de la serie fue lanzada el 31 de mayo del 2018, la segunda, tercera y cuarta parte fueron lanzadas el 6 de junio, 20 de junio y 28 de junio del mismo año respectivamente, mientras que la quinta y sexta parte fueron lanzadas el 11 de julio del 2018 y el 18 de julio del mismo año.

### Parte 1
| No. | Intérprete   | Canción                                            | Letra                       | Música                                 | Duración |
| --- | ------------ | -------------------------------------------------- | --------------------------- | -------------------------------------- | -------- |
| 1   | Yang Yo-seob | "Crying Silently" (소리 없이 운다)                 | Kim Chang-rak y Kim Soo-bin | Kim Chang-rak, Kim Soo-bin y Jo Se-hee | 3:40     |
| 2   | -            | "Crying Silently (Inst.)" (소리 없이 운다 (Inst.)) | -                           | Kim Chang-rak, Kim Soo-bin y Jo Se-hee | 3:40     |

### Parte 2
| N.º | Intérprete (es)           | Canción                                         | Letra              | Música                     | Duración |
| --- | ------------------------- | ----------------------------------------------- | ------------------ | -------------------------- | -------- |
| 1   | Yujeong y Soyeon (Laboum) | "Don't Disappear" (사라지지 마)                 | Kim Gi-bin y March | Kim Judy y Red Haired Anne | 4:21     |
| 2   | -                         | "Don't Disappear (Inst.)" (사라지지 마 (Inst.)) | -                  | Kim Judy y Red Haired Anne | 4:21     |

### Parte 3
| No. | Intérprete   | Canción                                            | Letra               | Música      | Duración |
| --- | ------------ | -------------------------------------------------- | ------------------- | ----------- | -------- |
| 1   | Na Yoon-kwon | "Times Without You" (너 없는 시간)                 | Kim Bum-joo y Kevin | Kim Bum-joo | 3:55     |
| 2   | -            | "Times Without You (Inst.)" (너 없는 시간 (Inst.)) | -                   | Kim Bum-joo | 3:55     |

### Parte 4
| No. | Intérprete | Canción             | Letra       | Música                                 | Duración |
| --- | ---------- | ------------------- | ----------- | -------------------------------------- | -------- |
| 1   | Vincent    | "Yesterday"         | Kim Soo-bin | Kim Chang-rak, Kim Soo-bin y Jo Se-hee | 3:30     |
| 2   | -          | "Yesterday (Inst.)" | -           | Kim Chang-rak, Kim Soo-bin y Jo Se-hee | 3:30     |

### Parte 5
| No. | Intérprete     | Canción                                              | Letra      | Música       | Duración |
| --- | -------------- | ---------------------------------------------------- | ---------- | ------------ | -------- |
| 1   | Ahn Hyun-jeong | "Desperately Wanted" (간절히 원하면)                 | Jo Eun-hee | Phenomenotes | 3:25     |
| 2   | -              | "Desperately Wanted (Inst.)" (간절히 원하면 (Inst.)) | -          | Phenomenotes | 3:25     |

### Parte 6
| N.º | Intérprete  | Canción                 | Letra                                  | Música                                 | Duración |
| --- | ----------- | ----------------------- | -------------------------------------- | -------------------------------------- | -------- |
| 1   | Park Da-bin | "I Promise You"         | Kim Chang-rak, Kim Soo-bin y Jo Se-hee | Kim Chang-rak, Kim Soo-bin y Jo Se-hee | 3:45     |
| 2   | -           | "I Promise You (Inst.)" | -                                      | Kim Chang-rak, Kim Soo-bin y Jo Se-hee | 3:45     |

## Premios y nominaciones
| Año  | Categoría                                                      | Premio                   | Nominado (a)   | Resultado |
| ---- | -------------------------------------------------------------- | ------------------------ | -------------- | --------- |
| 2019 | Mejor actor revelación                                         | 55th Baeksang Arts Award | Jang Ki-yong   | Ganó      |
| 2018 | Golden Acting Award                                            | MBC Drama Award          | Heo Joon-ho    | Ganó      |
| 2018 | Actor of the Year                                              | MBC Drama Award          | Heo Joon-ho    | Ganó      |
| 2018 | Top Excellence Award, Actor in a Wednesday-Thursday Miniseries | MBC Drama Award          | Heo Joon-ho    | Nominado  |
| 2018 | Mejor actor de reparto                                         | 6th APAN Star Award      | Heo Joon-ho    | Nominado  |
| 2018 | Mejor actriz de reparto                                        | 6th APAN Star Award      | Seo Jeong-yeon | Nominada  |
| 2018 | Mejor actor de reparto (Drama)                                 | 2nd The Seoul Award      | Heo Joon-ho    | Nominado  |
| 2018 | Special Acting Award                                           | 2nd The Seoul Award      | Heo Joon-ho    | Ganó      |
| 2018 | Mejor actor revelación (Drama)                                 | 2nd The Seoul Award      | Jang Ki-yong   | Nominado  |

## Producción
La serie fue creada por Park Seong-eun y también es conocida como "Come Hug Me", "Come Here and Hug Me" y "Come Here and Give Me a Hug".
Contó con el director Choi Joon-bae, el escritor Lee A-ram y con los productores ejecutivos Park Tae-young, Pyo Min-soo, Sim Jae-hyun y Yoo Jin.
Originalmente los papeles principales se les fueron ofrecidos a los actores Nam Joo-hyuk y Bae Suzy, sin embargo ambos lo rechazaron.
Más tarde se anunció que la serie sería protagonizada por Jang Ki-yong y Jin Ki-joo.
La primera lectura del guion fue realizada a finales de marzo y principios de abril del 2018 en MBC Broadcasting Station en Sangam, Corea del Sur.
Cuenta con el apoyo de las compañías productoras "Company Ching" y "Imagine Asia", y es distribuida a través de la MBC.
La serie también fue emitida a través de Viki.

### Raitings
El 18 de julio del 2018, el drama logró una vez más las clasificaciones de audiencia más altas en su franja horaria de cualquier drama emitido en una red de transmisión pública. Según el "Nielsen Korea", el penúltimo episodio obtuvo calificaciones promedio de 4.2 por ciento durante la primera mitad y 5.4 por ciento durante la segunda.
La serie alcanzó su mejor marca personal en calificaciones, terminando con una nota buena, registrando una audiencia promedio de 5,1 por ciento y 5,9 a nivel nacional durante su episodio final de acuerdo con el "Nielsen Corea", convirtiéndolo en el drama mejor calificado en su franja horaria en las estaciones de transmisión pública una vez más el 19 de julio del 2018.